# George Makdisi
George Abraham Makdisi (Detroit, 1920 – Media, 6 september 2002) was een Amerikaans historicus en oriëntalist.

## Loopbaan
Hij genoot zijn middelbare opleiding in de Verenigde Staten en trok naar Libanon. In de Tweede Wereldoorlog diende hij in het Amerikaanse leger en nam hij deel aan de landing in Normandië. Hierdoor bekwam hij een studiebeurs. In de jaren 50 ging hij voor zijn doctoraat over Ibn Aqil naar het buitenland: eerst Al-Azhar in Caïro en dan de Parijse Sorbonne (1964). Louis Massignon was een van zijn invloeden. Terug in Amerika doceerde hij aan de University of Michigan en Harvard alvorens in 1973 de University of Pennsylvania te vervoegen als professor Arabisch. Bij zijn emeritaat in 1990 was hij professor Arabische en islamitische studies en directeur van het Department of Oriental Studies.
De katholieke Makdisi was een specialist van de klassieke islamitische wereld. Thema's die zijn bijzondere belangstelling wegdroegen, waren het hoger onderwijs en het humanisme (ādāb). Dankzij zijn achtergrond kon hij een erudiete polyglot worden met toegang tot verschillende culturele tradities en een uniek perspectief.
Hij verzorgde meerdelige, kritische uitgaven van de geschriften van de hanbalitische geleerde Ibn Aqil, over wie hij een biografie schreef.
In 1993 gaf de University of California hem de Giorgio Levi Della Vida Award in Islamic Studies.

## Makdisi-these
In 1980 ging Makdisi publiek met de stelling dat de madrassa een beslissende invloed had op de Europese universiteit. Het volgende jaar verscheen een boek waarin hij ze verder ontwikkelde en in 1993 een synthese die hij op een lezing had gepresenteerd. Toch bewijs wees hij talrijke parallellen aan tussen islamitische colleges en westerse universiteiten, waaronder:
- organisatie als een religieuze stichting met afgescheiden vermogen (waqf)
- organisatie als een gilde
- een drievoudig curriculum met leerlingen, gezellen en meesters (mutafaqqih, sahib, mufti – baccalaureus, magister/doctor)
- een omschreven lesbevoegdheid (ijāzah al-tadrīs – licentia docendi)
- een gekozen en tot een jaar beperkt voorzitterschap van de universiteitsraad (rais al-madhhab – rector magnificus)
- collecties met onderlinge verschillen (khilaf), cf. Abélards Sic et non.

Tijdens Makdisi's leven bracht de these geen debat op gang. Academici lieten haar links liggen. In het begin van de 21e eeuw werden zijn inzichten alsnog op hun waarde geschat en kwam er een vruchtbare maar niet onkritische evaluatie.

## Publicaties (selectie)
- Le livre de la dialectique d'Ibn Aqil / ﻟﻌﻠﻲ ﺑﻦ ﻋﻘﻴﻞ ﺑﻦ ﻣﺤﻤﺪ ﺑﻦ ﻋﻘﻴﻞ, in: Bulletin d'études orientales, vol. 20, 1967, p. 119-124, 126-204, 206
- The Notebooks of Ibn 'Aqil. Kitab al Funun, 2 dln., Beiroet, 1970-71
- The Hanbali School and Sufism, 1974
- The Rise of Colleges. Institutions of Learning in Islam and the West, 1981
- The Rise of Humanism in Classical Islam and the Christian West, With Special Reference to Scholasticism, 1990
- History and Politics in Eleventh-Century Baghdad, 1990
- Ibn ʻAqil. Religion and Culture in Classical Islam, 1997
- Ibn 'Aqil: Al-Wadih fi usul al-fiqh, 3 dln., 1996-2002

Een volledige bibliografie is te vinden in:
- Shawkat M. Toorawa, "Nomos kai paideia. A Bibliography of George Makdisi’s Publications", in: Law and Education in Islam. Studies in Memory of George Makdisi, 2004, p. 7-17

## Voetnoten
1. ↑  George Makdisi, "On The Origin and development of The Colleges in Islam and The West", in: Khalil I. Semaan (red.), Islam and Medieval West, 1980, p. 32-33
2. ↑  George Makdisi, "Baghdad, Bologna and Scholasticism", in: J.W. Drijvers en A.A. MacDonald (red.), Centers of Learning and Location in Pre-Modern Europe and the Near East, 1993, p. 141-157
3. ↑  Tim Geelhaar, Did the Medieval West Receive a 'Complete Model' of Education from Classical Islam? Reconsidering George Makdisi and His Thesis, in: Cultural Transfers in Dispute. Representations in Asia, Europe and the Arab World since the Middle Ages, 2011, p. 61. Gearchiveerd op 14 juli 2023.